# Дуранция
Дуранция (чеш. Durancie умерла не ранее 1160) — жена оломоуцкого князя Оты III Детлеба, возможно, дочь Великого князя Киевского Мстислава Владимировича и его второй жены Любавы.

## Биография
По гипотезе Б. Кшеменьской, Дуранция была русской княжной, на которой Ота Детлеб мог жениться во время своего пребывания на Руси между 1126 и 1140 годами. Исследовательница полагает, что на это указывает имя старшего из сыновей князя — Владимир, которое он мог получить в честь Владимира Мономаха. Это предположение принимается рядом исследователей. Д. Домбровский полагает, что Дуранция могла быть дочерью Великого князя Киевского Мстислава Владимировича и его второй жены. Однако историк отмечает, что данная гипотеза не может быть надёжно подтверждена.
В 1126 году Оломоуцкое и Брненское княжества, в которых правил отец Оты Детлеба Ота II Чёрный, конфисковал князь Чехии Собеслав I. Сам Ота Чёрный вскоре погиб в битве при Хлумце. Его малолетних детей вывезли на Русь, где Ота Детлеб и провёл молодые годы. После смерти Собеслава в 1140 году Ота Детлеб смог укрепиться в Оломоуцком княжестве.
Ота Детлеб умер 12 мая 1160 года. Поскольку его дети были ещё несовершеннолетними, Оломоуц оказался под управлением чешского князя Владислава II. О судьбе его вдовы Дурансии ничего не известно.
По мнению Б. Кшеменьской, возможно с именем княгини связано название горы Дурана, которая возвышается над Усорбно — резиденцией моравских князей, расположенная на дороге из Оломоуца в Прагу.

## Семья
У Дюрансии и Оты III Детлеба было, по меньше мере, семеро детей:
- Сватава (ум. до 1160)
- Владимир (1145 — до 11 декабря 1200), князь Оломоуца в 1189—1192 и 1194—1200/1201 годах
- Бржетислав (ум. до 1201), князь Оломоуца в 1189—1192 и 1194—1200/1201 годах
- Мария (ум. после 1198)
- Евфемия (ум. после 1198)
- Дюрансия (ум. после 1198)
- Гедвига (ум. после 16 января 1160)

Существует гипотеза, что дочерью Оты III могла быть Людмила, жена силезского князя Мешко I Плясоногого.